# Bernd Eichmann
Bernd Eichmann (* 12. Februar 1966) ist ein ehemaliger deutscher Fußballspieler und heutiger -trainer.

## Karriere

### Spieler
Eichmann spielte in seiner Jugend beim SV Saar 05 Saarbrücken, bevor er zum Stadtprimus 1. FC Saarbrücken wechselte. Bei den Saarbrückern erlebte er seine erfolgreichste Zeit als aktiver Fußballspieler. Über die Oberliga-Reserve spielte er sich in den Profikader des FCS. 1992 gelang der Aufstieg in das Oberhaus des deutschen Fußballs, die Bundesliga. Nach nur einem Jahr erfolgte der Abstieg als Tabellenachtzehnter. Bis zum Lizenzentzug 1995 blieb er Spieler des 1. FC Saarbrücken in der 2. Bundesliga. Danach wechselte er zum saarländischen Regionalligisten FC 08 Homburg. Ab 1999 spielte er für die SV Elversberg, bis er 2002 zum SC Halberg Brebach ging. Dort blieb er ein Jahr, in diesem Jahr gelang der Aufstieg in die Oberliga. In die Oberliga ging er aus privaten Gründen nicht mit, sondern entschied sich beim Kreisligisten SV Karlsbrunn weiter zuspielen. 2006 folgte seine letzte Spielersaison. Dafür wechselte er in die Verbandsliga Saar zu seinem alten Verein SC Halberg Brebach.

### Trainer
Nachdem er in der Saison 2006/07 noch als Spieler für den SC Halberg Brebach aufgelaufen war, übernahm er ab 2007 das Traineramt. 2012 verabschiedete er sich mit der Meisterschaft in der Saarlandliga zum 1. FC Saarbrücken. Dort übernahm er die U-23-Mannschaft. Anfang September 2013 übernahm er als Interimscoach für zwei Wochen bis zur Verpflichtung von Milan Šašić das Amt des freigestellten Jürgen Luginger bei der Saarbrücker Drittligamannschaft. Seit 2015 ist er Trainer des TuS Herrensohr.

## Erfolge
- Bundesliga-Aufstieg 1992
- Meister Saarlandliga 2007